# USV Eschen-Mauren
Die USV Eschen-Mauren ist der Fussballverein der Liechtensteiner Gemeinden Eschen und Mauren. Der Verein wurde im Dezember 1963 gegründet und gewann fünfmal den Liechtensteiner Cupwettbewerb. Aktuell spielt der Verein in der 1. Liga, der vierthöchsten Spielklasse im schweizerischen Spielbetrieb.

## Geschichte
Bereits vor der USV gab es zwei Fussballvereine in den beiden Gemeinden. Der FC Mauren existierte von 1954 bis 1959, der FC Eschen wurde 1960 gegründet. 1965, zwei Jahre nach der Gründung des Vereins als USV Eschen, nahm der Verein seinen bis heute gültigen Namen an: USV Eschen-Mauren. Als einer von nur sieben Liechtensteiner Fussballclubs nimmt der Verein wie auch alle anderen Teams am Schweizer Fussballbetrieb teil. Schon 1967 und 1969 konnte der Verein mit dem Aufstieg aus der 4. Liga (damals sechsthöchste Spielklasse, heute achthöchste) in die 3. Liga zwei kleine Erfolge feiern.
1975 zog der Verein vom Presta-Platz in den Sportpark Eschen-Mauren um. In der ersten Saison auf dem neuen Sportgelände feierte der Verein mit dem Aufstieg in die 2. Liga und dem erstmaligen Cupsieg durch einen 3:1-Sieg über den FC Balzers seine bis dato grössten Erfolge. Auch in den beiden folgenden Jahren konnte der Verein den Cupsieg erringen. 1977 wurde der FC Vaduz mit 4:2 nach Elfmeterschiessen besiegt, ein Jahr später bezwang man den FC Ruggell mit 3:1. Bis zum 4. Cuperfolg im Jahre 1987 stand man weitere viermal im Final, unterlag aber immer. Nach dem vierten Cuperfolg durch ein 1:0 über Rekordcupsieger Vaduz erreichte man weitere zwölfmal das Endspiel. Diese verlor man allerdings alle gegen Vaduz. Erst beim 13. Anlauf errang man 2012 mit einem 6:4 im Elfmeterschiessen gegen den Rekordcupsieger den fünften Titel.
Aufgrund dieses Titelgewinns konnte der Verein in der ersten Qualifikationsrunde der Europa League teilnehmen. Die beiden Spiele gegen den isländischen Verein FH Hafnarfjörður gingen aber mit 1:2 und 0:1 verloren.
In der Meisterschaft konnte man 1999, nachdem man zuvor insgesamt vier Mal in den Aufstiegsspielen gescheitert war und 23 Jahre ununterbrochen in der 2. Liga gespielt hatte, die 1. Liga (dritthöchste Spielklasse) erreichen. Ein Jahr später musste man allerdings den Abstieg hinnehmen und landete dabei in der 2. Liga interregional, einer neu geschaffenen Spielklasse, die über der 2. Liga liegt. 2008 gelang die Rückkehr in die 1. Liga.
Insgesamt nehmen 16 Mannschaften der USV Eschen-Mauren in den verschiedenen Altersklassen am Spielbetrieb teil. Zudem betreibt der Verein sechs Fussballschulen in den umliegenden Gemeinden.

## Erfolge
Schweizer Meisterschaft

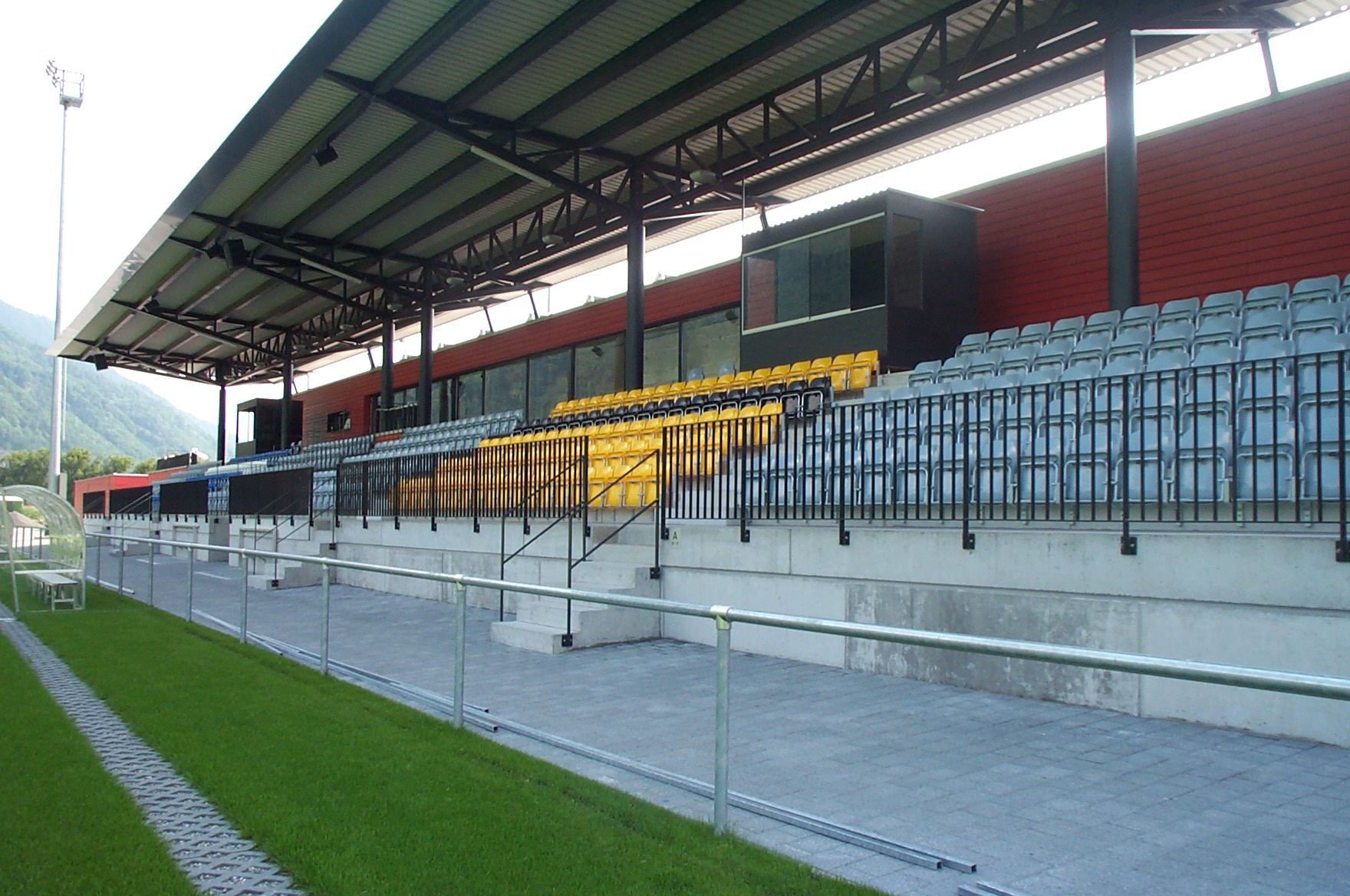
Haupttribüne der Spielstätte

- Aufstieg in die 1. Liga: 1999, 2008

Liechtensteiner Cup
- Sieger (5): 1976, 1977, 1978, 1987, 2012
- Finalist (18): 1979, 1982, 1983, 1985, 1988, 1989, 1990, 1995, 1996, 1998, 2002, 2005, 2009, 2010, 2011, 2014, 2017, 2022

## Europacupbilanz
| Saison  | Wettbewerb         | Runde                  | Gegner           | Gesamt | Hin     | Rück    |
| ------- | ------------------ | ---------------------- | ---------------- | ------ | ------- | ------- |
| 2012/13 | UEFA Europa League | 1. Qualifikationsrunde | FH Hafnarfjörður | 1:3    | 1:2 (A) | 0:1 (H) |

Gesamtbilanz: 2 Spiele, 2 Niederlagen, 1:3 Tore (Tordifferenz −2)

## Bekannte Spieler
- Ronny Büchel (2004–2011)
- Michael Stocklasa (2006–2012)
- Cengiz Biçer (2007–2008)

## Bekannte Trainer
- Uwe Wegmann (2008–2014)